# Sedum planifolium
Sedum planifolium är en fetbladsväxtart som beskrevs av Kun Tsun Fu. Sedum planifolium ingår i Fetknoppssläktet som ingår i familjen fetbladsväxter. Inga underarter finns listade i Catalogue of Life.